# Blapsidotes vicinus
Blapsidotes vicinus là một loài tò vò trong họ Ichneumonidae.